# Raymundo Enríquez
Raymundo Enríquez es una localidad del estado mexicano de Chiapas. Es parte del municipio de Tapachula.

## Toponimia
El nombre de la localidad rinde homenaje a Raymundo E. Enríquez (1889-1968), gobernador de Chiapas de 1928 a 1932 y originario de Tapachula.

## Demografía
| Gráfica de evolución demográfica |
|                                  |

| Censo | Población |
| ----- | --------- |
| 1950  | 172       |
| 1960  | 351       |
| 1970  | 535       |
| 1980  | 712       |
| 1990  | 1 509     |
| 2000  | 2 165     |
| 2010  | 3 049     |
| 2020  | 4 576     |